# Université royale de Phnom Penh
 (février 2018).
Si vous disposez d'ouvrages ou d'articles de référence ou si vous connaissez des sites web de qualité traitant du thème abordé ici, merci de compléter l'article en donnant les références utiles à sa vérifiabilité et en les liant à la section « Notes et références ».

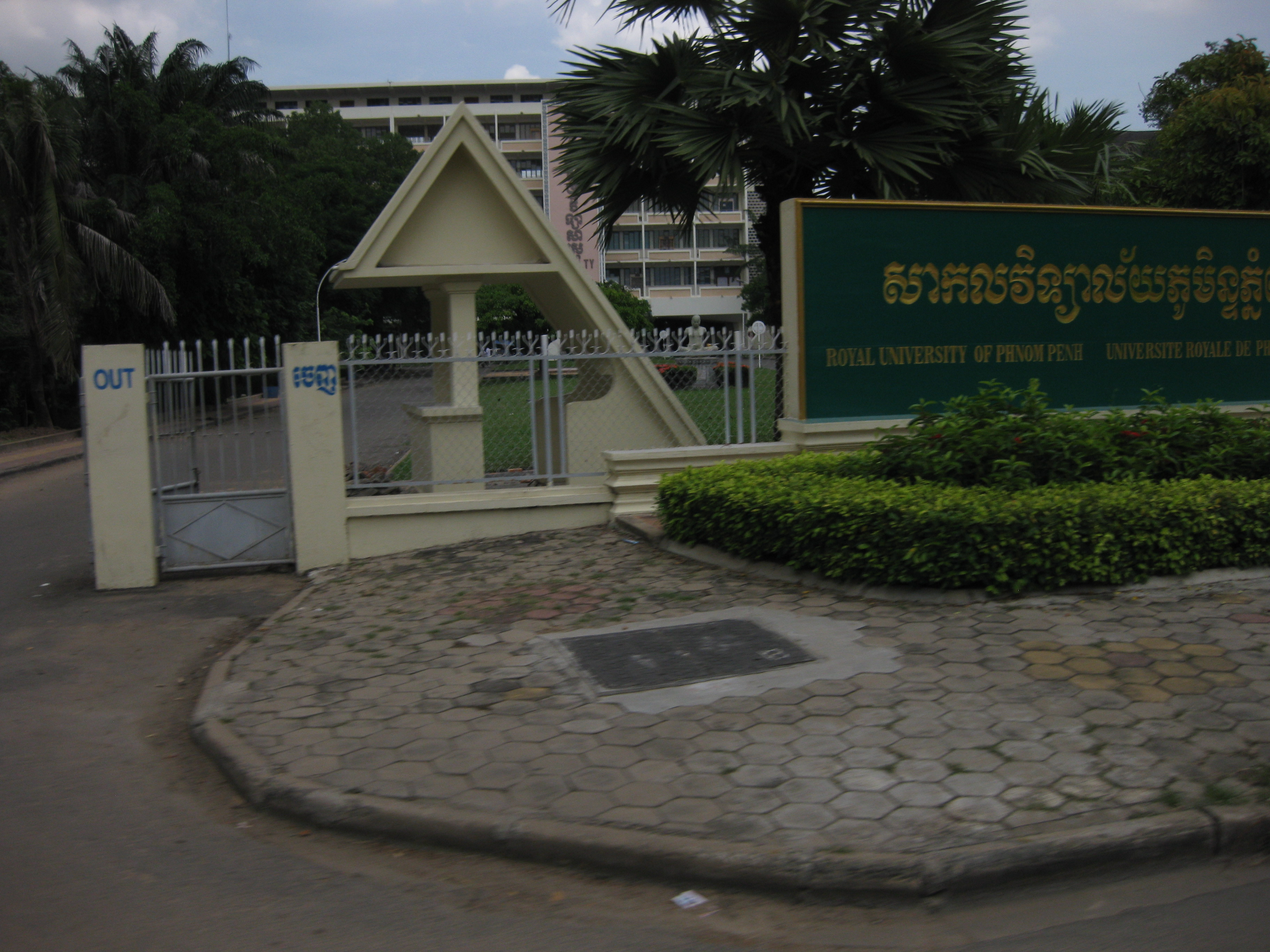
Entrée du campus principal

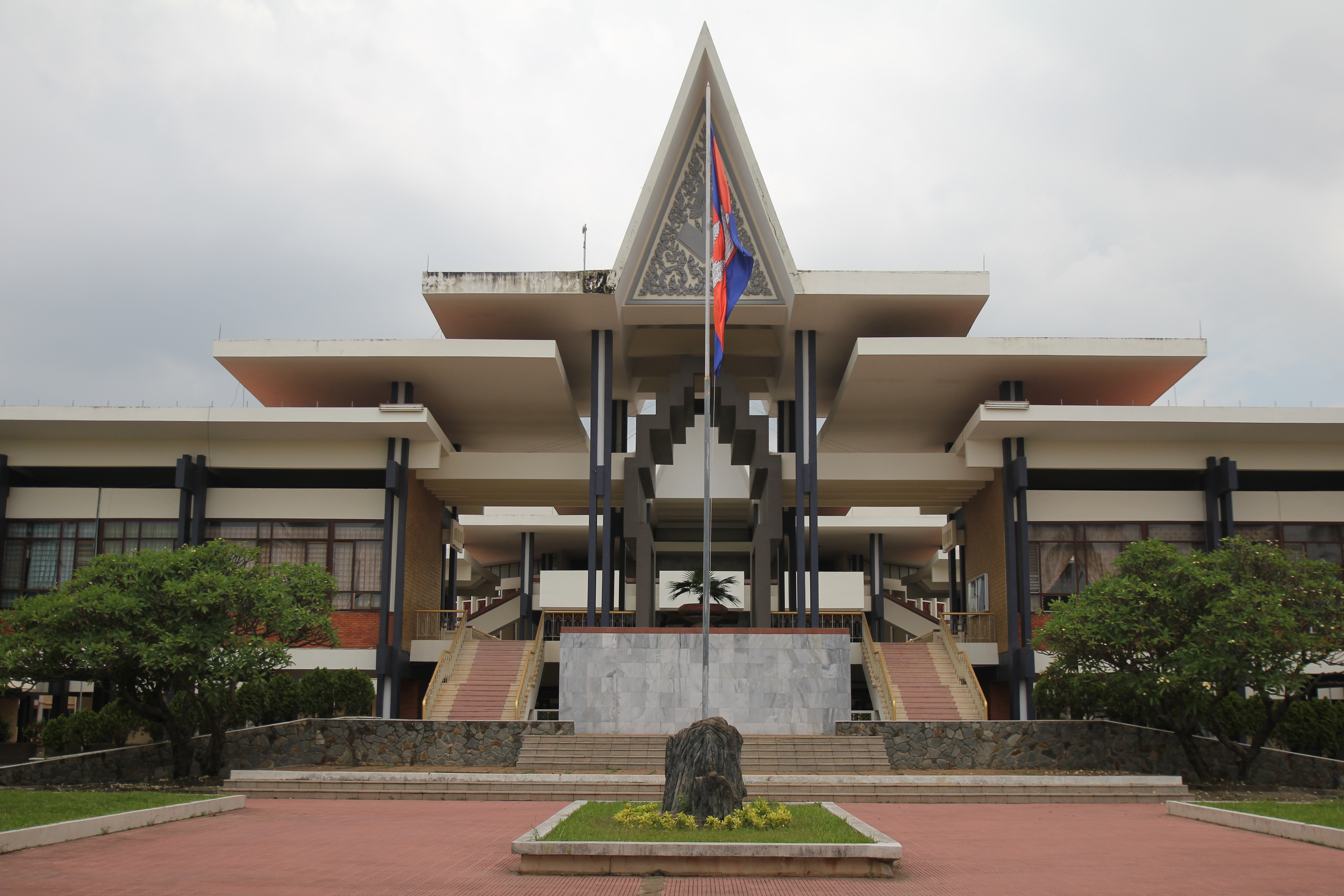
Entrée du second campus

L'Université royale de Phnom Penh (khmer : សាកលវិទ្យាល័យភូមិន្ទភ្នំពេញ, anglais : Royal University of Phnom Penh ou RUPP) est l'université nationale du Cambodge. Elle est située à Phnom Penh, la capitale du pays. Fondée en 1960, elle est la plus grande université sur le territoire cambodgien. Elle accueille dans l'ensemble plus de 12 000 étudiants au sein de nombreux départements. Elle emploie environ 420 personnes à temps-plein, dont 294 forment le personnel enseignant. L'université est composée de deux campus situés le long du boulevard de la fédération de Russie, dans l'ouest de la ville.

## Histoire
L'Université royale de Phnom Penh est créée le 13 janvier 1960 sous le nom d'Université royale khmère. Elle ouvre ses portes alors que le Cambodge se trouve dans une intense période de croissance. Plusieurs facultés sont fondées, lesquelles prodiguent l'enseignement en langue française. Des bâtiments modernes sont construits dans le style de la Nouvelle architecture khmère, qui mélange les influences du Bauhaus et du post-modernisme européen avec l'architecture d'Angkor.
Avec l'établissement de la République khmère en 1970, l'institution devient l'Université de Phnom Penh. Entre 1965 et 1975, on retrouve 9 facultés : l'École normale supérieure, l'Institut des langues et les facultés des lettres et humanités, de science, de pharmacie, de droit et d'économie, de médecine et de dentisterie, de commerce puis de pédagogie.
La période du Kampuchéa démocratique, entre 1975 à 1979, voit la fermeture et la destruction des écoles du pays par les Khmers rouges. L'éducation est perçue comme dangereuse pour la stabilité du régime. Ainsi, la population instruite du pays est ciblée et la majorité des enseignants et des étudiants sont tués. Phung Ton, le recteur de l'université, est lui aussi arrêté, torturé puis tué à Tuol Sleng. Le campus est abandonné et reste désert durant près de cinq ans. 
En 1980, sous la République populaire du Kampuchéa, l'École normale supérieure rouvre ses portes. L'enseignement est de nouveau prodigué en français. En 1981, l'Institut des langues étrangères est fondé. Son but est alors de former des enseignants en vietnamien ou en russe. En 1988, l'École normale et l'Institut fusionnent et font renaître l'Université de Phnom Penh. Entre 1989 et 1991, un deuxième campus est construit avec le soutien du gouvernement communiste vietnamien. En 1996, trois ans après la restauration de la monarchie, l'université est renommée Université royale de Phnom Penh.

## Facultés
- Faculté de science
- Faculté des sciences sociales et humanités
- Faculté d'ingénierie
- Faculté de développement des études
- Faculté d'éducation
- Institut des langues étrangères